# Трансформационный предприниматель
Трансформационные предприниматели (англ. transformational entrepreneurs) – люди, организующие малые фирмы с целью дальнейшего расширения и выхода на уровень крупных, динамично развивающихся предприятий. Такие фирмы, в отличие от созданных натуральными предпринимателями (англ. subsistence entrepreneurs), увеличивают спрос на рынке труда. Их считают двигателями экономического роста.

## Различия между трансформационными и натуральными предпринимателями
В отличие от трансформационных предпринимателей, натуральные обычно создают малые фирмы, которые обеспечивают альтернативные источники занятости и дохода только для нескольких лиц, чаще всего — внутри семьи. Поэтому считается, что экономические цели и роль в экономике этих типов предпринимателей различны.
В исследовании De Mel и пр. было обнаружено, что у трансформационных предпринимателей в среднем выше IQ, терпимость к риску, мотивация и уровень управленческой и финансовой грамотности. Всё это в совокупности влияет на то, как они реагируют на проводимую государством политику и смену экономических циклов.
Выделяют два основных аспекта влияния проводимой политики на деятельность трансформационных предпринимателей. Во-первых, это степень контроля за бизнес-средой: чем она выше, тем меньше у предпринимателей стимула к созданию и расширению фирм. Во-вторых, это существование ограничений доступа к капиталу для стартапов. Те фирмы, которые сильно зависят от банковского кредитования, в условиях изменения предложения кредитов (ужесточения требований к заемщику и повышения процентных ставок) вынуждены пересматривать свои расходы, например, за счет сокращения заработной платы и снижения объема производства.

## Связь с уровнем развитости экономики
Наиболее остро проблема медленных темпов экономического роста стоит в развивающихся странах. Это косвенно связано с тем, что только малая доля микропредприятий расширяется до среднего бизнеса.
В развивающихся странах со слабой экономикой большинство микро- и семейных предприятий создаются натуральными предпринимателями как единственный возможный источник занятости и дохода. Напротив, в странах с развитой экономикой ввиду благоприятного инвестиционного и климата и стимулов к развитию малые фирмы демонстрируют тенденцию к расширению. Известны случаи, когда международные корпорации вырастали из стартапов.
Например:
- Charoen Pokphand Group
- Honda
- Microsoft
- Apple